# N. Simrock
N. Simrock (en allemand : Musikverlag N. Simrock, Simrock Verlag, ou tout simplement Simrock) est une maison d'édition de musique allemande, fondée par Nikolaus Simrock en 1793 et active jusqu'en 1929, lors de son acquisition par Anton Benjamin. La maison Simrock a publié de nombreux compositeurs allemands classiques du XIXe siècle.

## Histoire
La firme est fondée à Bonn en 1793 par Nikolaus Simrock, un ami de Beethoven. Elle s'est agrandie pendant la période de gestion de son fils, Peter-Joseph (1792–1868) au XIXe siècle et, en 1870, déménage à Berlin, lors de la reprise par le fils de ce dernier, Fritz. Son neveu, Hans Simrock, dirige ensuite la compagnie et, en 1907, il acquiert un autre éditeur de musique, la maison Bartolf Senff de Leipzig,. En 1911, la société fusionne avec la maison d'édition Albert Ahn, qui devient Ahn & Simrock, dont le siège est à Bonn et à Berlin, mais plus tard, séparé de lui. En 1929, la maison est vendue à l'éditeur de Leipzig, Anton J. Benjamin,, qui s'est ré-établi à Hambourg en 1951, pour être acquise par Boosey & Hawkes en 2002. De nombreuses archives de la société, notamment des plaques gravées, ont été perdues lors de la seconde Guerre Mondiale, obligeant à être regravées à partir de vieilles éditions. Le reste des archives est principalement détenu par les archives d'État de Saxe, à Leipzig, mais certains matériels ont été dispersés dans les années 1990 et au début des années 2000.
La société a été le premier éditeur d'un véritable « who's Who » des compositeurs de musique classique, dont Wolfgang Amadeus Mozart (qui a publié une copie manuscrite de La Flûte enchantée), Joseph Haydn, Ludwig van Beethoven (13 premières éditions), Robert Schumann (y compris sa Troisième Symphonie), Johannes Brahms, Felix Mendelssohn (comme son oratorio Elias et Paulus), Max Bruch (notamment son Concerto pour violon n° 1), Antonín Dvořák (poème symphonique Esprit des eaux) et Josef Suk.

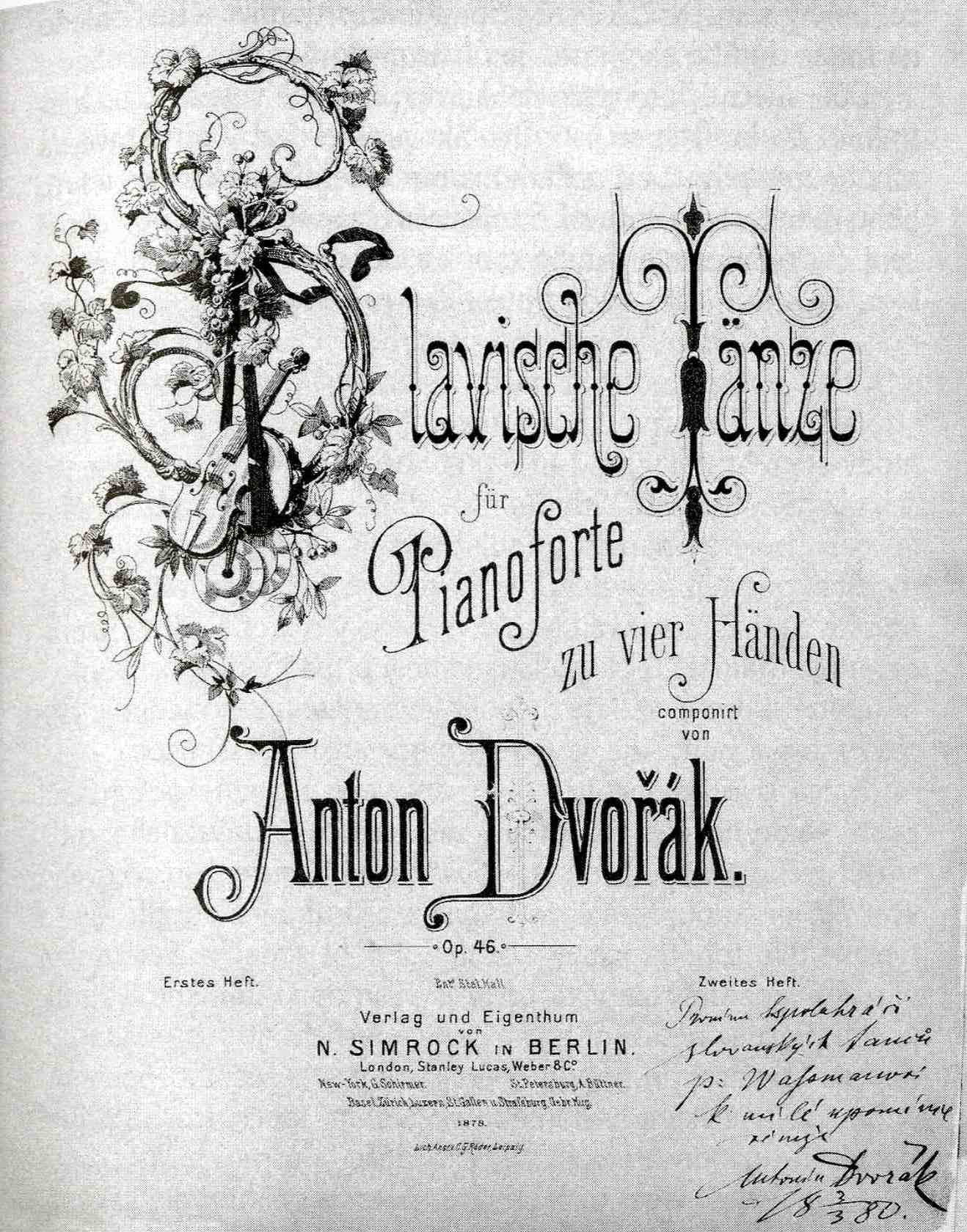
Page de garde des Danses slaves, op. 46 et 72 de Dvořák, dans sa version pour piano à quatre mains.
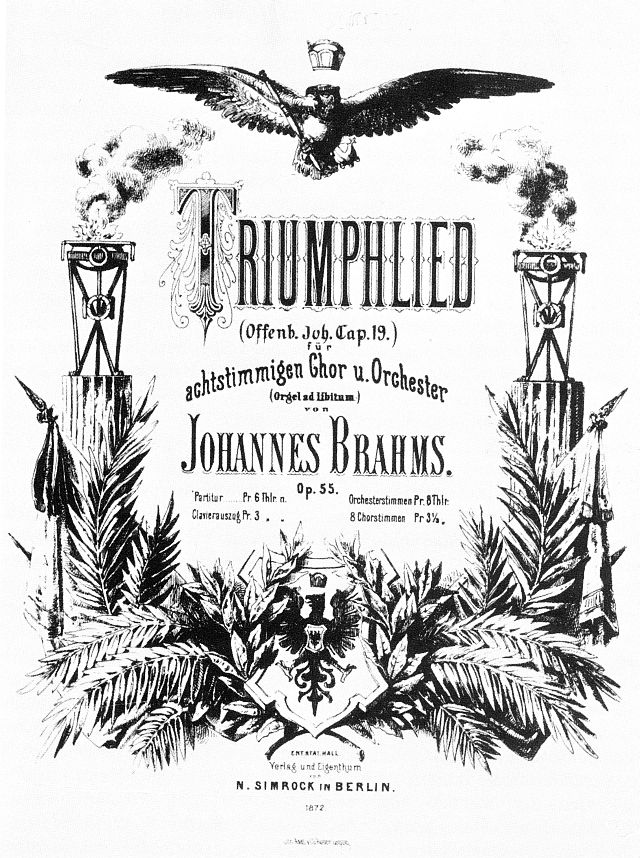
Première page de Triumphlied, op. 55 de Brahms.